# はんごろし

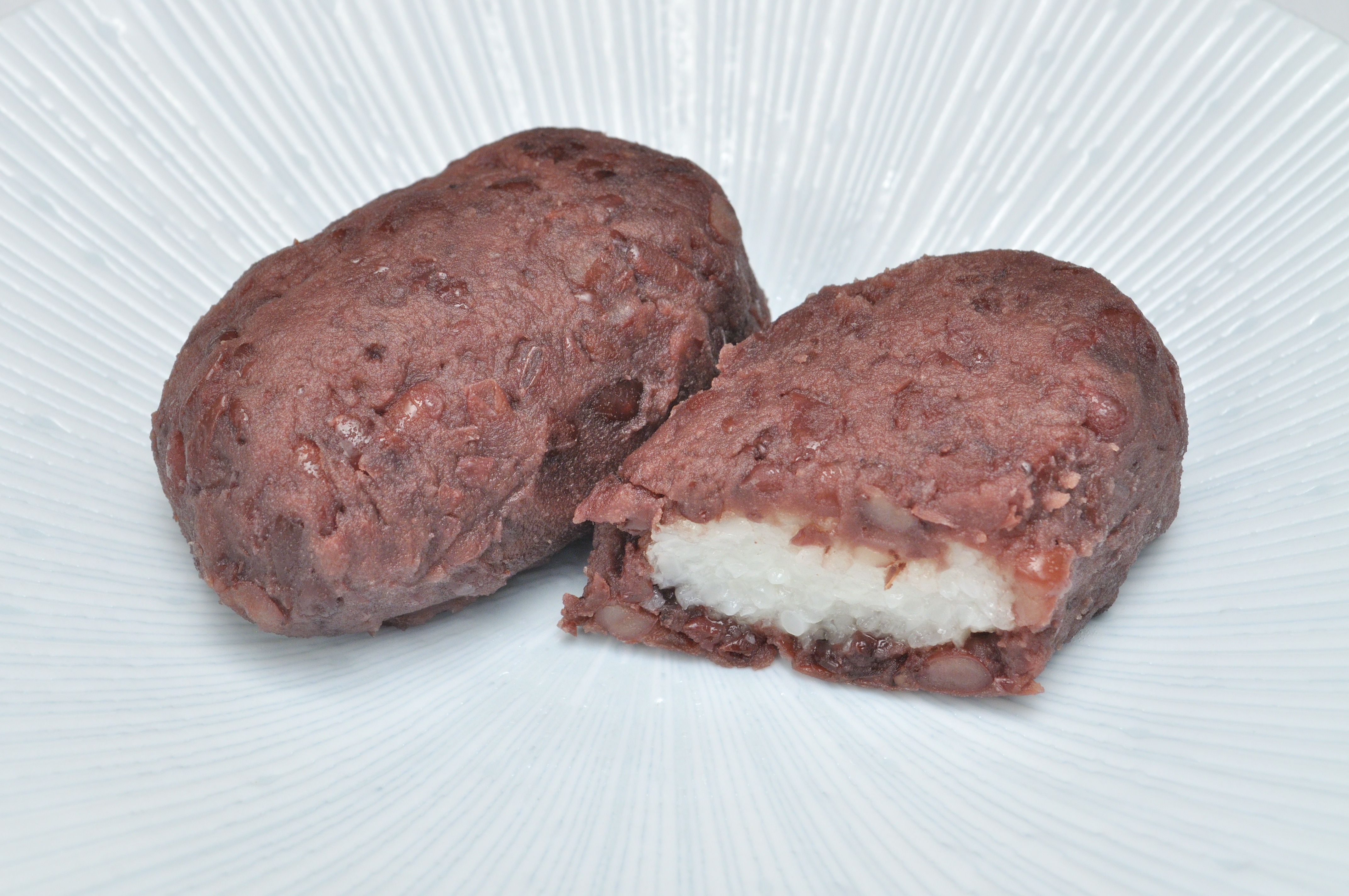
「はんごろし」の状態の米を用いたぼたもち

はんごろしとは、米を米粒が残る程度に半分だけすりつぶした状態のもの。また、はんごろしの状態の米を用いたおはぎやぼたもちのことを「はんごろし」と呼ぶこともある。きりたんぽの製造工程としても知られる。米を全て潰した状態のものはみなごろしと呼ばれる。
同様に、粒あんのことをはんごろし、こしあんのことをみなごろしと呼ぶこともある。
死ぬ寸前まで叩きのめす意味の「半殺し」と同じ言葉であり、それに由来した笑い話が多数ある（後述）。

## 地域ごとの違い
「はんごろし」という言い方は日本全国で用いられている。
長野県では、「みなごろし」で作られるおはぎやぼたもちはハレの食だが「はんごろし」はハレの中でもケ（普通の日常的な生活）に近いお祝いの食として食べられている。
徳島県那賀町でつくられるおはぎのような郷土菓子が「はんごろし」と呼ばれている。もち米にうるち米を混ぜたごはんで餡を包み、周りにきな粉がまぶされている。おはぎを「はんごろし」と呼んでいるのは旧相生町の一部である。那賀町と徳島大学が連携して開いている地域再生塾の特産品事業化の第一弾として相生地域の名物おはぎが選ばれ、「草もち」として販売されていたものが学生の提案で再び本来の名称である「はんごろし」と呼ばれるようになった。

## 昔ばなし
はんごろしという言葉が生み出す勘違いは落語や昔ばなしにもなっている。
『おばんつぁんの炉ばたばなし 東北の昔話』に掲載された逸話「半ごろし」によると、若者が旅の道中で日が暮れて年寄り夫婦の家に宿を求めるが、「あの若者、半殺しか手打ちかどちらがいいかね」「まだ若いから半殺しで良いじゃろう」と言うのを聞いて慌てて逃げ出す、という話がある。実は年寄り夫婦は若者に翌朝振舞う食事の話をしていたのであり、手打ち（斬殺の意味にも取れる）とは手打ち蕎麦のことである。岡山県にも同様の昔話があり、こちらは手打ちうどんが出てくる